# Li Tianma
Li Tianma (* 18. Oktober 2001) ist ein chinesischer Freestyle-Skier. Er ist auf die Disziplin Aerials (Springen) spezialisiert und gewann bei den Weltmeisterschaften 2023 die Mixed-Silbermedaille.

## Biografie
Li Tianma nahm im Alter von 15 Jahren in Chiesa in Valmalenco erstmals an Juniorenweltmeisterschaften teil und belegte Rang 20. Ein Jahr später verbesserte er sich in Raubitschy auf Platz elf.
Am 19. Januar 2019 gab Li in Lake Placid als amtierender chinesischer Aerials-Vizemeister sein Debüt im Freestyle-Skiing-Weltcup. In der folgenden Saison klassierte er sich zweimal unter den besten zehn und belegte außerdem einen Podestplatz im Asian Cup. Nachdem er aufgrund der COVID-19-Pandemie wie viele andere chinesische Leistungssportler längere Zeit ausgesetzt hatte, kehrte er erst im September 2022 ins internationale Wettkampfgeschehen zurück. Nach zwei FIS-Siegen in Qinhuangdao und Arxan gelangen ihm sowohl bei den Canada Open in Le Relais als auch beim Weltcup im Deer Valley zweite Plätze. Im Rahmen seiner ersten Weltmeisterschaften in Bakuriani gewann er gemeinsam mit Kong Fanyu und Yang Longxiao die Silbermedaille im Mixed-Mannschaftswettbewerb. Im Einzel wurde er nach zwischenzeitlicher Führung Fünfter.

## Erfolge

### Weltmeisterschaften
- Bakuriani 2023: 2. Aerials Mixed, 5. Aerials

### Weltcup
- 3 Platzierungen unter den besten zehn, davon 1 Podestplatz

### Weltcupwertungen
| Saison  | Gesamt                           | Gesamt                           | Aerials                          | Aerials                          |
| Saison  | Platz                            | Punkte                           | Platz                            | Punkte                           |
| ------- | -------------------------------- | -------------------------------- | -------------------------------- | -------------------------------- |
| 2018/19 | 253.                             | 1                                | 46.                              | 5                                |
| 2019/20 | 82.                              | 15,29                            | 19.                              | 107                              |
| 2020/21 | pandemiebedingt keine Ergebnisse | pandemiebedingt keine Ergebnisse | pandemiebedingt keine Ergebnisse | pandemiebedingt keine Ergebnisse |
| 2021/22 | pandemiebedingt keine Ergebnisse | pandemiebedingt keine Ergebnisse | pandemiebedingt keine Ergebnisse | pandemiebedingt keine Ergebnisse |
| 2022/23 | –                                | –                                |                                  |                                  |

### Juniorenweltmeisterschaften
- Chiesa in Valmalenco 2017: 20. Aerials
- Raubitschy 2018: 11. Aerials

### Weitere Erfolge
- 1 Podestplatz im Asian Cup
- 2 Siege in FIS-Wettkämpfen